# Satriyan
Satriyan is een bestuurslaag in het regentschap Batang van de provincie Midden-Java, Indonesië. Satriyan telt 1657 inwoners (volkstelling 2010).